# Рада (телеканал)
«Рада» — загальноукраїнський державний інформаційно-аналітичний телеканал, що висвітлює діяльність Верховної Ради України, комітетів, комісій, народних депутатів України, депутатських фракцій та груп, та органів місцевого самоврядування, після переформатування діяльності проводить аналітичні та авторські передачі Статутом каналу наголошено, що канал здійснює свою діяльність без мети отримання прибутку.
Канал був першим парламентськими каналом на пострадянському просторі. До перезапуску формату мовлення у грудні 2021, «Рада» була близькою до «BBC Parliament» і «C-SPAN», які лише транслювали засідання, без оціночних суджень, де кожен охочий міг зайти та подивитись засідання парламенту наживо. Зі зміною формату мовлення телеканал став інформаційно-аналітичним. У наповненні етеру з'явилися ведучі, авторські передачі, розмовні шоу, які дають оцінку політичній ситуації в Україні. Це викликало критику з боку громадськості щодо загрози впливу провладних політичних партій на електорат за бюджетні кошти.

## Історія
Перша передача парламентського телебачення вийшла в етер на Першому національному каналі 23 березня 1999 року. Це була інформаційна програма «Щоденник сесії Верховної Ради України». А вже 27 березня телеглядачі побачили першу тижневу інформаційно-аналітичну програму «Парламентський вісник».
Із 3 лютого 2004 року — часу початку роботи п'ятої сесії Верховної Ради України IV скликання — «Рада» розпочала тестове мовлення як парламентський телеканал через мережу «Воля-кабель». Повноцінне мовлення планувалося розпочати у травні того року.
Телеканал розпочав повноцінне аналогове мовлення на 43 ТВК в Києві лише із 7 вересня того самого року. Тестування супутниково-кабельного мовлення в 500 операторах зв'язку розпочалося того самого дня і тривало до 1 жовтня.
Біля витоків українського парламентського телебачення стояли відомі українські телевізійники Микола Орловський та Світлана Макаренко. Вони очолили команду журналістів (Наталія Андрощук, Світлана Глушенок, Людмила Горіцька, Андрій Михайлик), режисерів (Любов Чабаненко, Вікторія Шишкова) i телеоператорів (Олексій Безпалий, Олександр Бузилевич, Володимир Пелешко, Богдан Цендровський, Олександр Юдкович).
Телеканал розпочав етерне мовлення у цифровому форматі 1 січня 2017 року. Мовлення тоді здійснювалось у форматі DVB-T на 43 каналі (650 МГц). Етер був доступний глядачам Києва та Київської області та в планах було розпочати мовлення у «цифрі» на всю територію України.
1 вересня 2018 року телеканал розпочав цілодобове мовлення у мультиплексі MX-5 цифрової етерної мережі DVB-T2.
15 грудня 2021 року телеканал здійснив перезапуск і перейшов до мовлення у широкоекранному форматі зображення 16:9 та у стандарті високої чіткості (HD). При цьому телеканал переформатувався з парламентського мовника на інформаційний. За словами директора телеканалу Вадима Перенчука у студіях телеканалу «виходить краща технологічна картинка». Причиною цього стало збільшення видатку з державного бюджету на телеканал на 2022 рік: з 60 до 320 млн гривень.
У зв'язку з російським вторгненням в Україну з 24 лютого 2022 року телеканал цілодобово транслює інформаційний марафон «Єдині новини».
З 4 квітня 2022 року телеканал транслюється у мережі DVB-T2 замість телеканалів «Прямий», «5 каналу» й «Еспресо TV», а з 23 квітня 2022 до 1 лютого 2023 року — замість «4 каналу».
31 жовтня телеканал став переможцем конкурсу на отримання ліцензії на мовлення в MX-7 цифрової етерної мережі DVB-T2.
У жовтні 2022 року стало відомо, що телеканал обрав компанію «Кінокіт», яка відповідає за наповнення контентом телеканалу, в обхід системи «Прозорро» і заплатив їй 140 млн гривень за 2022 рік.
22 лютого 2024 року Національна рада з питань телебачення і радіомовлення анулювала ліцензію на мовлення «Ради» в MX-1.
У квітні 2024 році приватне підприємство «Кінокіт», яке займається виробництвом контенту для державного телеканалу «Рада», потрапило до списку критично важливих підприємств. Журналісти також зазначили, що саме з цим  підприємством державний канал «Рада» уклав угоду на 105 млн грн на 2024 рік. Замість розвитку власного виробництва та виробничих потужностей телеканал «Рада» платить з бюджету приватній компанії вже третій рік поспіль.  Загальна сума контрактів із «Кінокітом» за 3 роки досягла 350 млн грн.  

## Контент
В етер також виходять дискусійні програми «ProПарламент», «ПолітикаUA», «Позиція», культурологічні і пізнавальні програми регіональних телекомпаній. У різний час виходили і виходять спеціальні проєкти — «Економічні діалоги», «7 чудес України», «Об'єктив», «Світ дипломатії», «Час місцевого самоврядування», «Світовий рівень», «Європейська держава», «Одкровення» та інші.
Наприкінці 2014 року на телеканалі відновилися розширені матеріали про засідання парламентських комітетів, чимала кількість з яких транслюється в повному обсязі та у прямому етері.
У пленарні дні в етер виходить програма «Парламентський день» — прямі включення з кулуарів Верховної Ради України. Програма визначена Постановою Верховної Ради України щодо висвітлення роботи народних депутатів. Також телеканал транслює всі брифінги народних депутатів.
Події з життя парламенту та країни висвітлюються у програмах «Новини» (5 випусків щодня).
Відображаються на телеканалі і заходи за участю Президента України, Прем'єр-міністра та членів Кабміну, засідання за участю перших осіб держави.
Започатковано виробництво підсумкової програми «Акценти тижня».
2013 року у прямому етері телеканалу виходила програма «Експертна рада», яка була спільним проєктом телеканалу та Інформаційного агентства «RegioNews» і проходила в щотижневому форматі міжрегіональної конференції за участі експертів із регіонів України.
З 2014 по 2019 рік в етер виходили програми «Історія, яку не змінити», «Уроки» та «Велич особистості».
З січня 2015 року, з метою піднесення авторитету України у світі, на телеканалі «Рада» стартувала щотижнева програма «Світовий рівень», гостями якої є відомі політики світу, європарламентарі, а також посли іноземних держав в Україні.
Започатковані програми про реформи в Україні («Європейська держава»), про Парламенти країн світу («Парламенти світу»), про те, як живуть, і чим захоплюються народні депутати України («Одкровення»). Парламентський тісно співпрацює з регіональними телекомпаніями, продукція яких, зокрема про місцеве самоврядування, знаходить відображення в етері телеканалу «Рада».
У липні-серпні 2015 року на телеканалі транслювався проєкт, присвячений питанням децентралізації влади «Час місцевого самоврядування» за участю керівників обласних державних адміністрацій. Згодом стартувала програма «Децентралізація. Влада. Громади». Транслюється програма про життя європейців «У фокусі — Європа».

## Логотипи
Телеканал змінив 7 логотипів. Нинішній — 8-й за ліком.
| Логотип | Опис |
| ------- | --- |
|         | З 7 вересня 2004 року до 18 грудня 2007 року логотипом були півкільця блакитного кольору, в центрі яких слово «Рада» жовтого кольору. Перебував в лівому верхньому куті. |
|         | З 19 грудня 2007 до 23 листопада 2008 року логотипом був напис «РАДА» білого кольору з ефектом подвоєння слова. Перебував там же. |
|         | З 24 листопада 2008 до 18 березня 2012 року та з 27 листопада 2014 до 14 грудня 2021 року логотипом були «галочки» в кольорах прапора України, що утворюють квадрат, праворуч від нього слово «Рада» білого кольору зі шрифтом, що відображав візуальне подвоєння слова. 22 жовтня 2018 року логотип зменшився приблизно удвічі. |
|         | З 19 березня 2012 до 31 березня 2013 року логотипом було просто слово «Рада» білого кольору зі зміненим шрифтом, внизу слоган «Головний політичний». |
|         | З 1 квітня до 28 квітня 2013 року використовувався той же логотип, але внизу слоган «Головний політичний» був замінений на «Parliament of Ukraine», а слово «РАДА» написане латиною («RADA»). Перебував у правому верхньому куті.                                                                                                |
|         | З 29 квітня 2013 до 26 листопада 2014 року використовувався логотип варіанту 2007 року але з підписом «Parilament of Ukraine». Знаходився у лівому верхньому куті. |
|         | З 15 грудня 2021 року логотипом є напис «Рада» золотого кольору, розміщений у синьому квадраті. Знаходиться у лівому нижньому куті. |

## Мовлення

### Супутникове мовлення
| Супутник             | Стандарт | Частота | Символьна швидкість | Поляризація       | FEC | Формат зображення | Кодування |
| -------------------- | -------- | ------- | ------------------- | ----------------- | --- | ----------------- | --------- |
| Astra 4A (4.8°E)     | DVB-S2   | 11938   | 27500               | вертикальна (V)   | 5/6 | MPEG-4            | FTA       |
| Azerspace-2 (45.1°E) | DVB-S2   | 11666   | 15000               | горизонтальна (H) | 5/6 | MPEG-4            | FTA       |

### Етерне цифрове мовлення
| Канал | Мультиплекс | Стандарт | EPG | Формат мовлення |
| ----- | ----------- | -------- | --- | --------------- |
| 2     | MX-7        | DVB-T2   | Ні  | SD 576i 16:9    |

### IPTV/OTT та інтернет мовлення
Онлайн-мовлення каналу доступне на YouTube (RadaTVchannel).

## Керівництво
Юридично, телеканал організований як «Державне підприємство «Парламентський телеканал «Рада», статут якого затверджений Керівником Апарату Верховної Ради України. До січня 2014 року функціонував у структурі Дирекції телерадіопрограм Управління справами Апарату Верховної Ради України. Тепер телеканал є її правонаступником.
З моменту заснування каналу до лютого 2012 року директором каналу був Микола Орловський. У лютому 2012 року його звільнено. Причиною звільнення стало невдоволення керівництва парламенту роботою Орловського, особливо співпрацею з компанією «Медіафільм», пов'язаною з депутатом Андрієм Сенченком. Новим директором каналу став Василь Климчук.
З обранням Головою Верховної Ради України Володимира Рибака в березні 2013 року змінилося керівництво телеканалу. Його очолив Ігор Толстих.
Після того, як у лютому 2014 року Головою Верховної Ради України став Олександр Турчинов, виконувачем обов'язків директора каналу «Рада» призначено Василя Климчука, який вже очолював канал у 2012 році.
11 березня 2014 року 11 співробітників каналу звернулися з листом до Голови Верховної Ради, в якому висловили недовіру цьому керівнику. Співробітники звинуватили Климчука у веденні «темної бухгалтерії» та некоректному ставленні до себе з використанням нецензурної лексики, що, за їх словами, мало місце під час попереднього керування каналом.
Після оприлюднення цього листа, за словами співробітниць каналу Ази Запольської та Світлани Мазур, почалися масові звільнення та утиски співробітників. 19 березня 2014 року відбувся збір колективу, на якому був присутній голова парламентського Комітету з питань свободи слова та інформації Микола Томенко.
За словами Василя Климчука, колектив телеканалу висловив йому довіру. Климчук підтверджує це листом, підписаним лише однією особою — головою профспілкової організації державного підприємства "Парламентський телеканал «Рада» Валентиною Масенко. Епопея зі звільненням Климчука завершилася у жовтні 2014 року, після того як колектив висловив йому недовіру. В цей час виконуючим обов'язки керівника телеканалу став головний редактор Володимир Лех, а 17 листопада 2014 року розпорядженням керівника апарату ВРУ його призначили директором ДП "Парламентський телеканал «Рада».
16 листопада 2020 року у Володимира Леха закінчився термін контракту.
8 лютого 2021 року Апарат Верховної Ради України оголосив конкурс на посаду директора держпідприємства "Парламентський телеканал «Рада». Конкурс розпочався 2 лютого 2021 року. У травні новим керівником призначили Вадима Перенчука.

## Програми
- «Новини»
- «Ранок»
- Ток-шоу «Рада» з Сергієм Івановим
- «Парламентський день»
- «Головний редактор»
- «Насправді»

### Ведучі
- Вадим Колодійчук
- Анастасія Красницька
- Назар Довгий
- Максим Зборовський
- Єгор Скорина
- Лариса Богданова
- Андрій Сініцин
- Артем Бібік
- Тетяна Гончарова
- Антон Страшко
- Олена Морозова
- Дарина Філоненко
- Ольга Бутко
- Ганна Гомонай
- Катерина Павлова
- Вадим Герасимович
- Ольга Шилкіна
- Катерина Шумило
- Світлана Усенко
- Катерина Федотенко

### Колишні ведучі
- Наталія Андрощук
- Володимир Петров
- Сергій Іванов
- Олеся Ніцевич
- Олександр Десятников
- Кирило Горбатюк

## Критика
Телеканал «Рада» зазнавав критики за необ'єктивність у висвітленні політичних подій. У звіті Європейської комісії за 2024 рік зазначається, що канал ігнорує позиції опозиційних партій, що суперечить задекларованим принципам неупередженості та об'єктивності.